# Zastînca
Zastînca è un comune della Moldavia situato nel distretto di Soroca di 2.308 abitanti al censimento del 2004